# スチュワート＝ハース・レーシング
スチュワート＝ハース・レーシング（Stewart-Haas Racing）は、アメリカ合衆国のストックカーレーシングチーム。
NASCARの聖地とも呼ばれるシャーロットに近いノースカロライナ州カナポリスに本拠地を置き、モンスターエナジー・NASCARカップ・シリーズ及びエクスフィニティ・シリーズ に参戦している。
2002年に工作機械メーカーのハース・オートメーションの創設者、ジーン・ハースによって「ハースCNCレーシング」として設立。2009年よりNASCARチャンピオンのトニー・スチュワートが共同オーナーとなり、「スチュワート＝ハース・レーシング」と改称した。

## 歴史
ヘンドリック・モータースポーツのスポンサーであったハースは、2003年にハースCNCレーシングを設立。ヘンドリック・モータースポーツからエンジン供給を受ける形で2003年よりウィンストンカップ・シリーズに参戦をするが、2008年までの6年間に1勝もできない弱小チームであった。
2008年のシーズンオフにジョー・ギブス・レーシングのトニー・スチュワートがオーナー兼ドライバーとして加入し、「スチュワート＝ハース・レーシング」と改称した。NASCAR随一の人気を誇ったトニーの加入により多くのスポンサーを獲得し、資金的に余裕が生まれることとなる。翌2009年にはそのトニー・スチュワートが第14戦ポコノでチーム創設以来初のカップ戦勝利を挙げる。この年はトニー・スチュワートが計4勝を挙げ、一気に強豪チームの一角として躍進をすることとなった。
2011年、トニー・スチュワートが年間5勝を挙げ、チーム初となるスプリントカップ・シリーズのチャンピオンシップを獲得した。2013年には女性ドライバーのダニカ・パトリックが加入。2014年にはケヴィン・ハーヴィックがリチャード・チルドレス・レーシングから移籍。年間5勝を挙げ、移籍1年目にしてスプリントカップ・シリーズのチャンピオンシップを獲得した。
共同オーナーのトニー・スチュワートは2016年シーズンをもって現役引退した。
2017年シーズンより、ハースCNCレーシング設立以来のゼネラルモーターズ（ポンティアック、シボレー）からフォードに変更し、ラウシュ・イェーツからエンジン供給を受けることとなった。
しかし共同オーナーのスチュワートが、2022年よりNHRA主催のドラッグレースに活動の場を移したことなどもあり、チームは2024年シーズンを最後に活動を終了。オーナーのハースは翌2025年以降も「ハース・ファクトリー・チーム」の名称でNASCAR参戦を継続するが、体制は大幅に縮小された。

## ドライバー

### モンスターエナジー・NASCARカップ・シリーズ

#### 現在（2024年）
- #04　ジョシュ・ベリー（英語版） (2024年 - ）
- #10　ノア・グレグソン（英語版）（2024年 - ）
- #14　チェイス・ブリスコー（英語版）（2021年 - ）
- #41 ライアン・プリース（英語版）（2023年 - ）

#### 過去の所属ドライバー
- ジャック・スプレイグ（英語版）（2002年 - 2003年）
- ジョン・アンドレッティ（2003年）
- ワード・バートン（英語版）（2003年 - 2004年）
- マイク・ブリス（英語版）（2004年 - 2005年）
- ジェフ・グリーン（英語版）（2006年 - 2007年）
- ジョニー・サウター（英語版）（2006年 - 2008年）
- ジェレミー・メイフィールド（英語版）（2007年 - 2008年）
- ケン・シュレーダー（英語版）（2008年）
- ジェイソン・レフラー（英語版）（2008年）
- スコット・リッグス（英語版）（2008年）
- トニー・レインズ（英語版）（2008年）
- マックス・パピス（2008年, 2013年）
- トニー・スチュワート（2009年 - 2016年）
- ライアン・ニューマン（2009年 - 2013年）
- ダニカ・パトリック（2013年 - 2017年）
- オースティン・ディロン（英語版）（2013年）
- マーク・マーティン（英語版）（2013年）
- ケヴィン・ハーヴィック（2014年 - 2023年）
- カート・ブッシュ（2014年 - 2018年）
- ジェフ・バートン（2014年）
- リーガン・スミス（2014年 - 2015年）
- ブライアン・ヴィッカーズ（英語版）（2016年）
- タイ・ディロン（英語版）（2016年）
- クリント・ボウヤー（2017年 - 2020年）
- エリック・アルミローラ（英語版）（2018年 - 2023年）
- ダニエル・スアレス（英語版）（2019年）

### エクスフィニティ・シリーズ

#### 現在（2024年）
- #00　コール・カスター（英語版）（2017年 - ）
- #98　ライリー・ハーブスト（英語版）（2021年 - ）

#### 過去の所属ドライバー
- ジェイソン・レフラー（英語版）（2003年 - 2004年）
- ブレイク・フィース（英語版）（2004年）
- トニー・レインズ（英語版）（2004年）
- ジャスティン・ラボンテ（英語版）（2004年 - 2005年）
- ジョニー・サウター（英語版）（2006年）
- エリック・アルミローラ（英語版）（2018年）
- チェイス・ブリスコー（英語版）（2018年 - 2020年）

### キャンピング・ワールド・トラック・シリーズ

#### 過去の所属ドライバー
- コール・カスター（英語版）（2014年）
- ケヴィン・ハーヴィック（2017年 - 2018年）

## NASCARチャンピオンシップ
- 2011年 - トニー・スチュワート（No.14、シボレー） スプリントカップ・シリーズ[3]
- 2014年 - ケヴィン・ハーヴィック（No.4、シボレー） スプリントカップ・シリーズ[4]